# Evangelische Kirche Lenzerheide

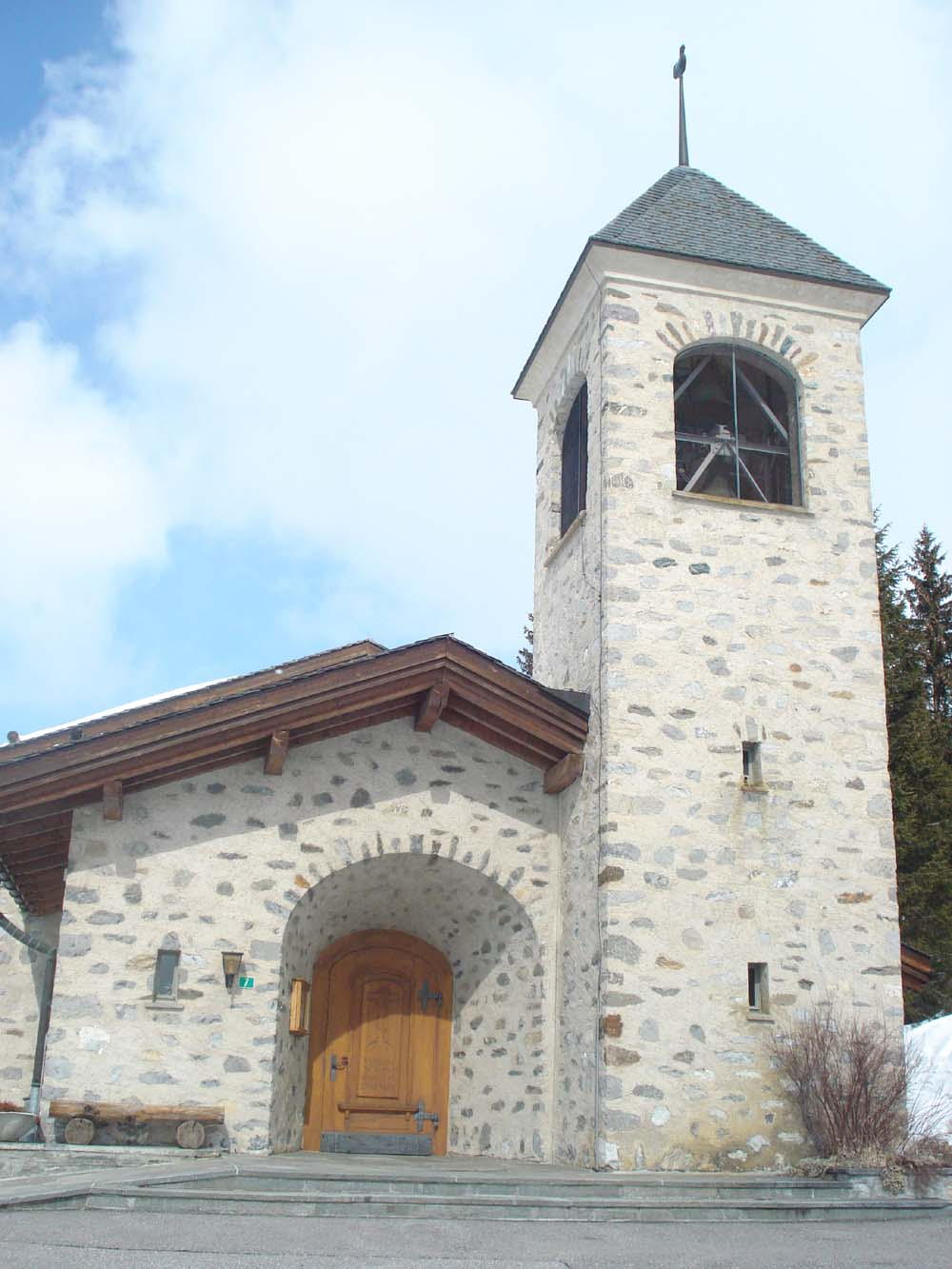
Die Aussenansicht des Bergkirchlis

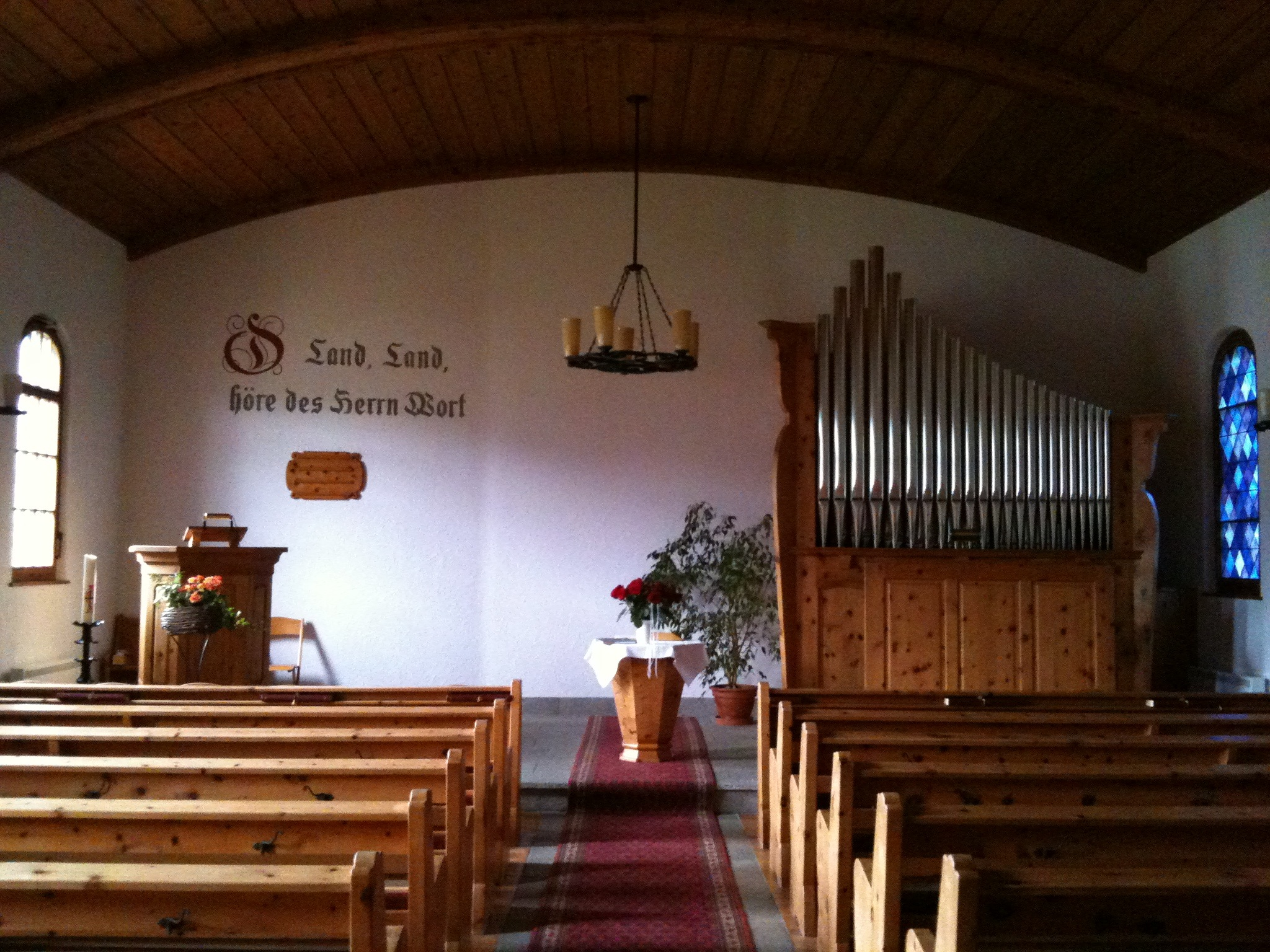
Innenansicht

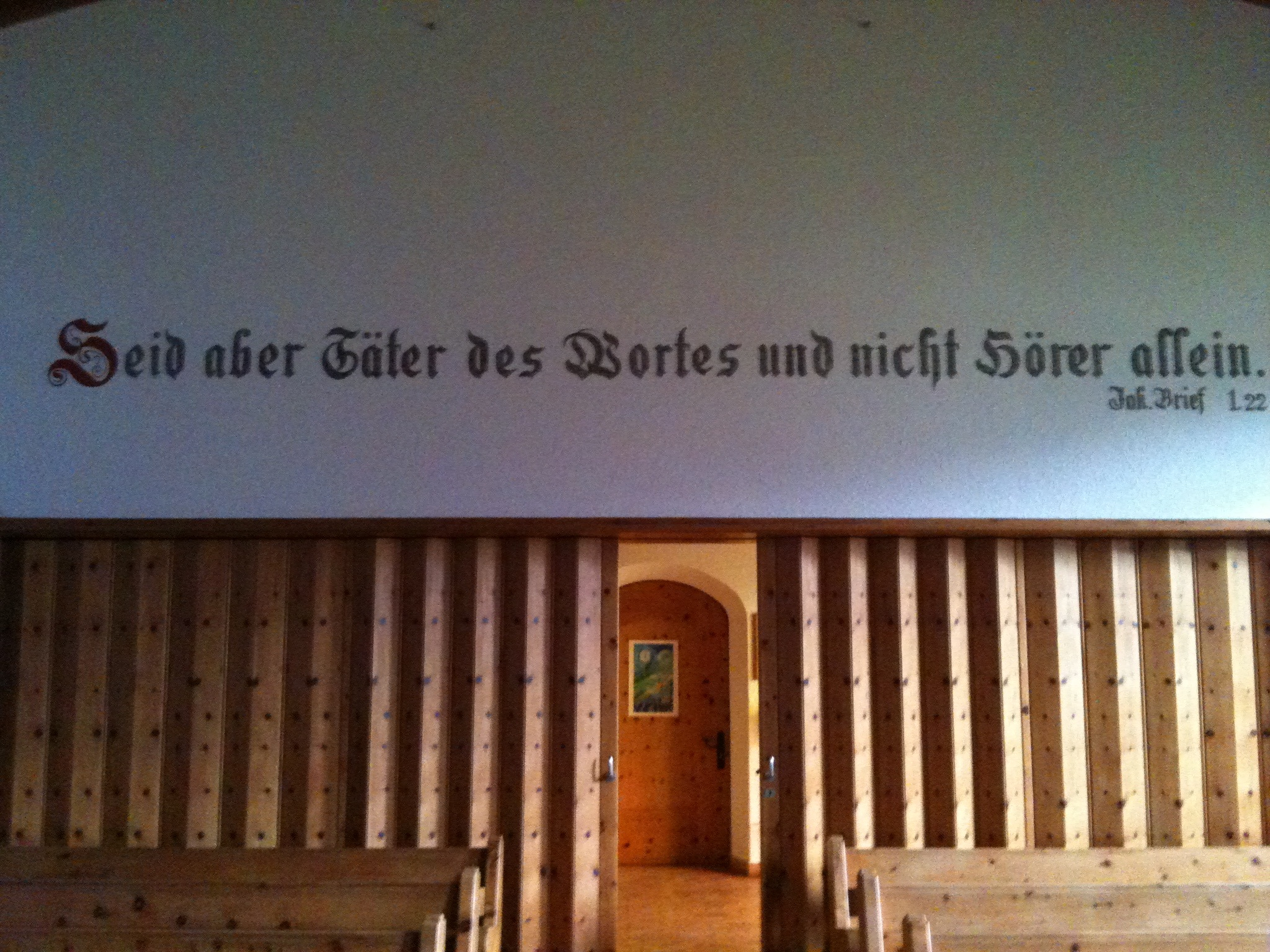
Biblisches Wort über dem Ausgang des Gottesdienstraums

Die evangelische Kirche auf der Lenzerheide im Kanton Graubünden (auch gebräuchlich reformierte Kirche und im Volksmund oft Bergkirchli, nicht zu verwechseln mit dem Bergkirchli in Arosa) ist ein evangelisch-reformiertes Gotteshaus an exponierter, dorfbildprägender Lage. 

## Geschichte

### Vorgeschichte
Im Jahre 1945 wurde auf Initiative von fünf reformierten Einwohnern der Evangelische Kirchenverein Lenzerheide – Valbella gegründet (1981 bei Gründung der Evangelischen Kirchgemeinde Vaz/Obervaz aufgelöst). 
1953 wurde mit 35 gegen eine Stimme anlässlich einer Vereinsversammlung das Kirchenbauprojekt beschlossen.

### Kirchenbau
Die Kirche wurde 1954 in der bis dahin vollständigen Diaspora im rein katholischen Gebiet errichtet und am 1. November 1954 eingeweiht. Sie ist insbesondere als sonntägliche Predigt- und als Hochzeitskirche in Gebrauch.

## Ausstattung

### Vorraum
Der Vorraum wird bestimmt von Glasgemälden des Churer Künstlers Dea Murk.

### Kirchenraum
Kunsthistorisch wertvoll sind im Kircheninneren die von Arvenholz überzogene Gewölbedecke und die Glasmalereien des aus Lausanne stammenden Kunstmalers François Ribas zu den neutestamentlichen Motiven vom Verlorenen Sohn und vom Barmherzigen Samariter.
Die Orgel der Orgelwerkstatt Metzler Orgelbau aus Dietikon wurde 1954 gebaut und umfasst 11 Register auf einem Manual und Pedal. Sie ist vorne in der Kirche neben dem Tauftisch aufgestellt.

## Kirchliche Organisation
Die Evangelisch-reformierte Landeskirche Graubünden führt die Lenzerheide als Teil der Kirchgemeinde Vaz/Obervaz.

## Galerie

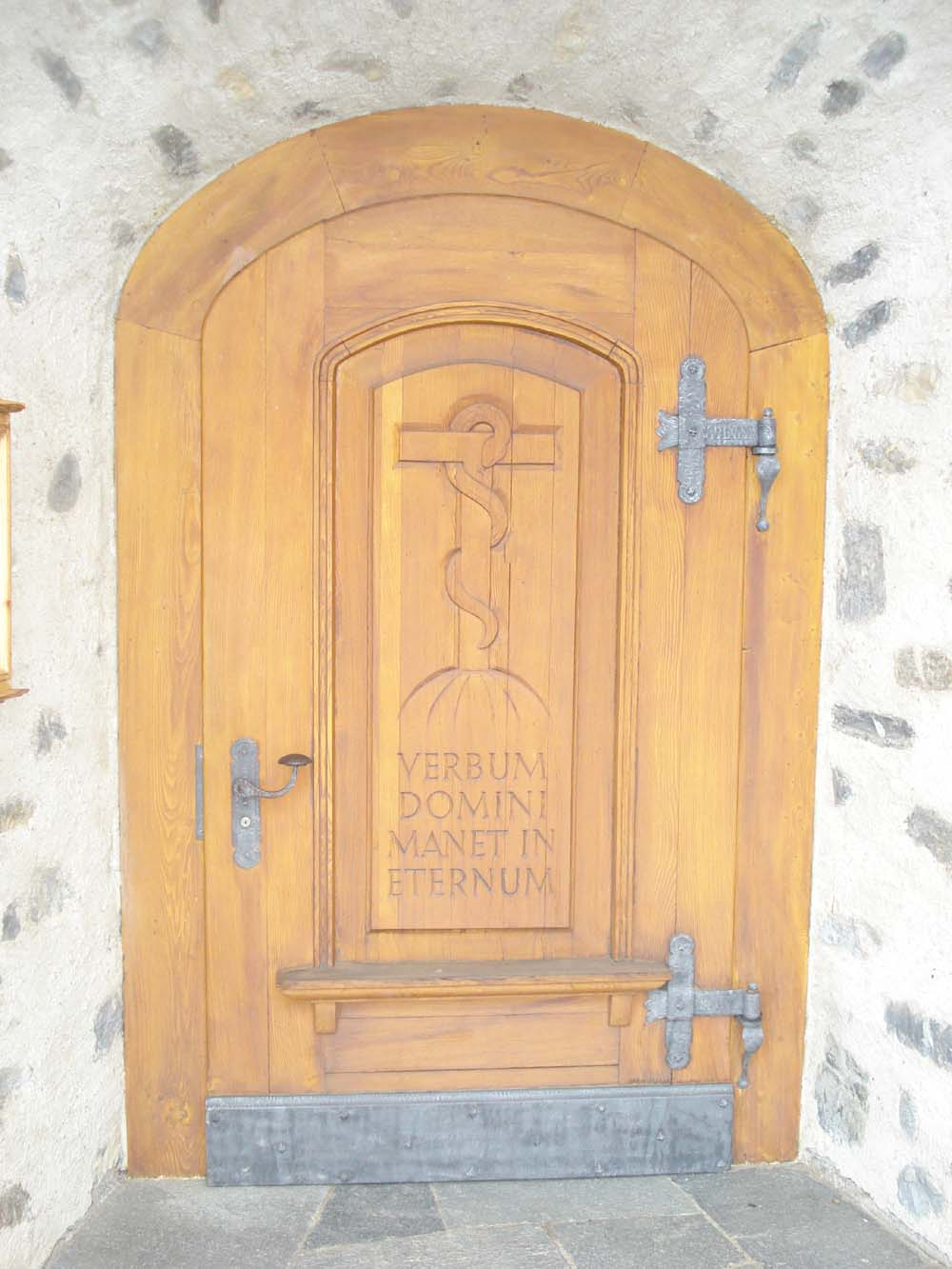
Portal der Kirche: "Gottes Wort bleibt in Ewigkeit" (lateinisch)
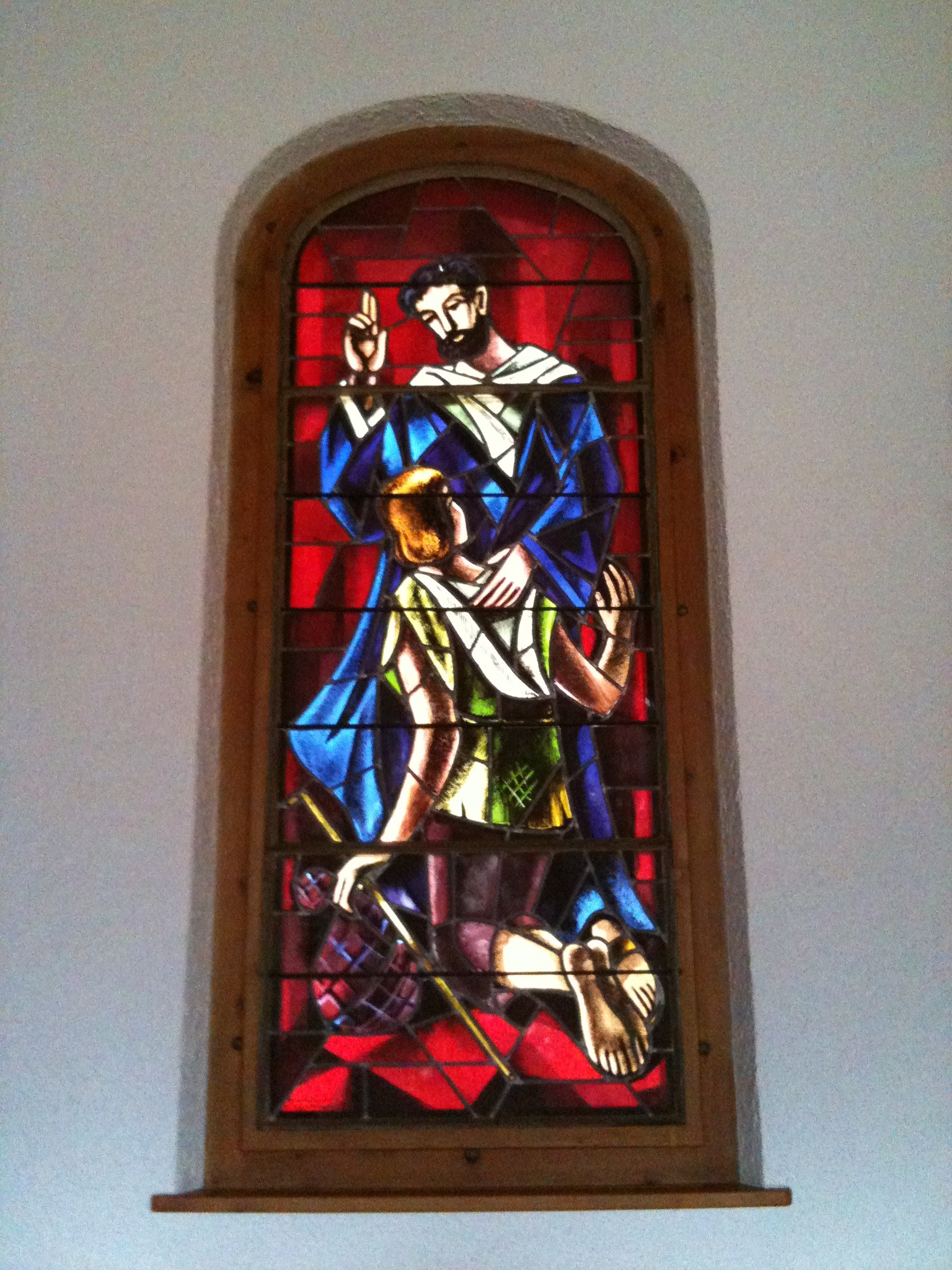
Glasfenster zum Gleichnis vom verlorenen Sohn
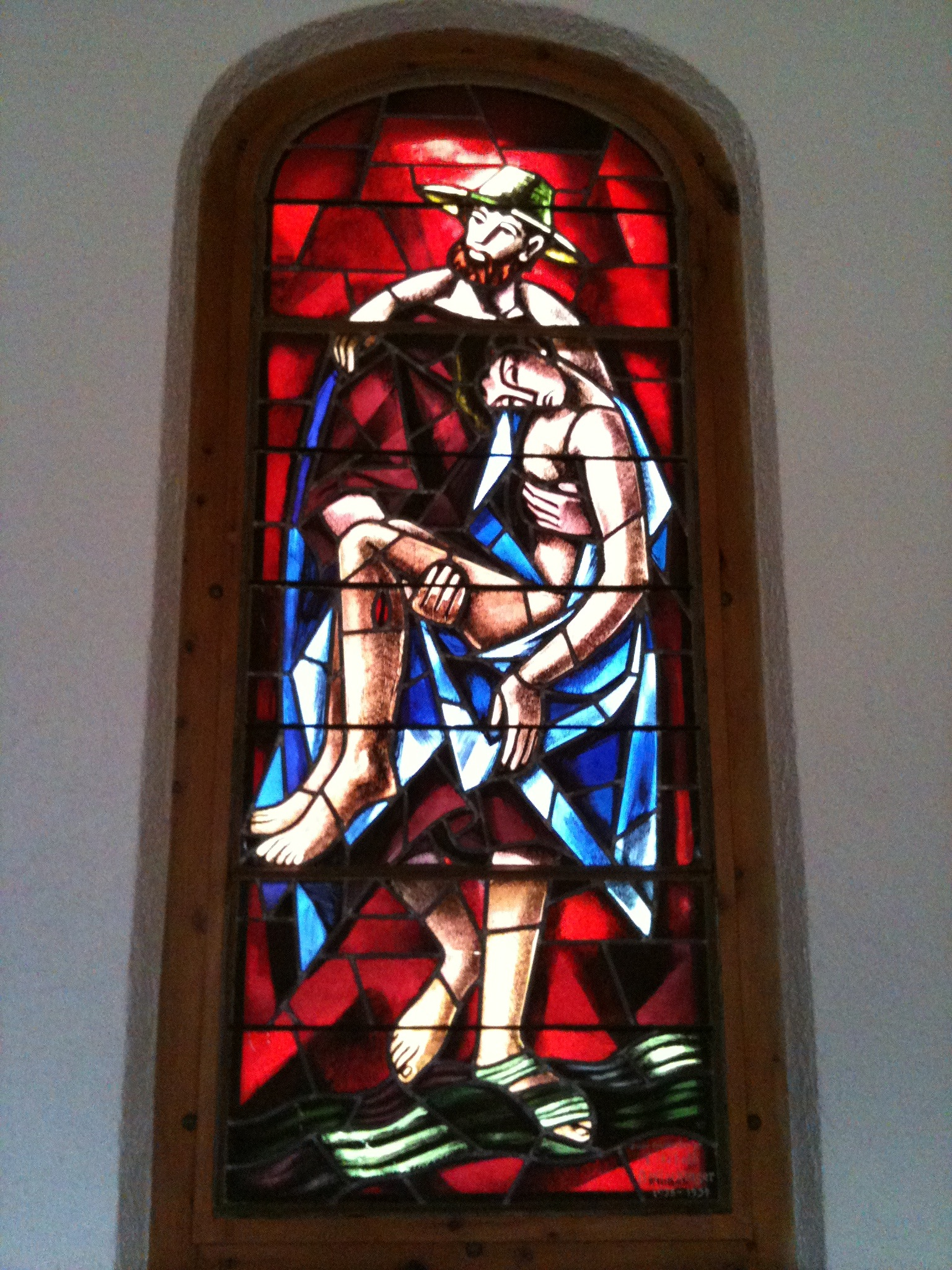
Glasfenster zum Gleichnis vom barmherzigen Samariter
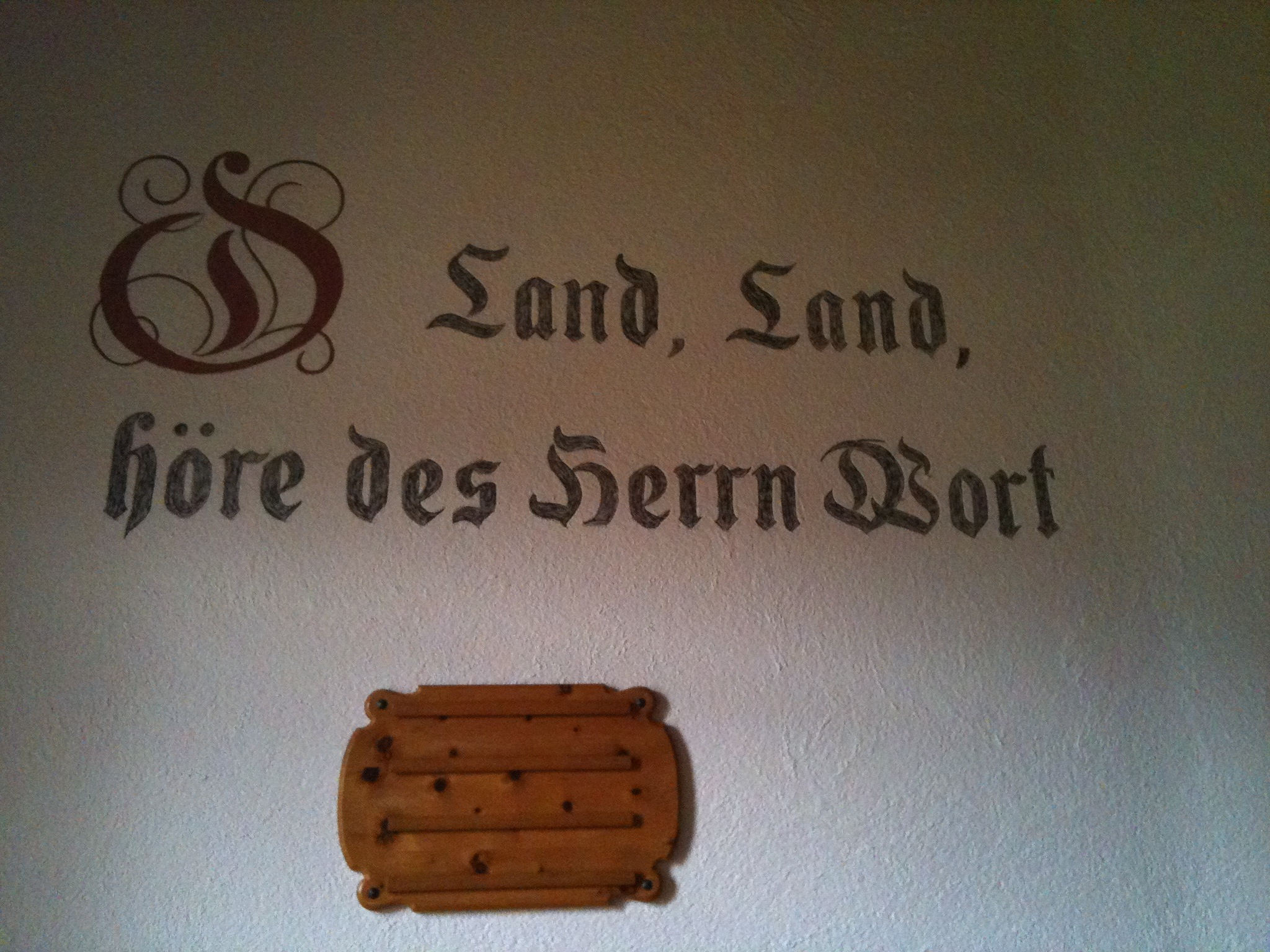
Biblisches Wort an der Wand hinter der Kanzel
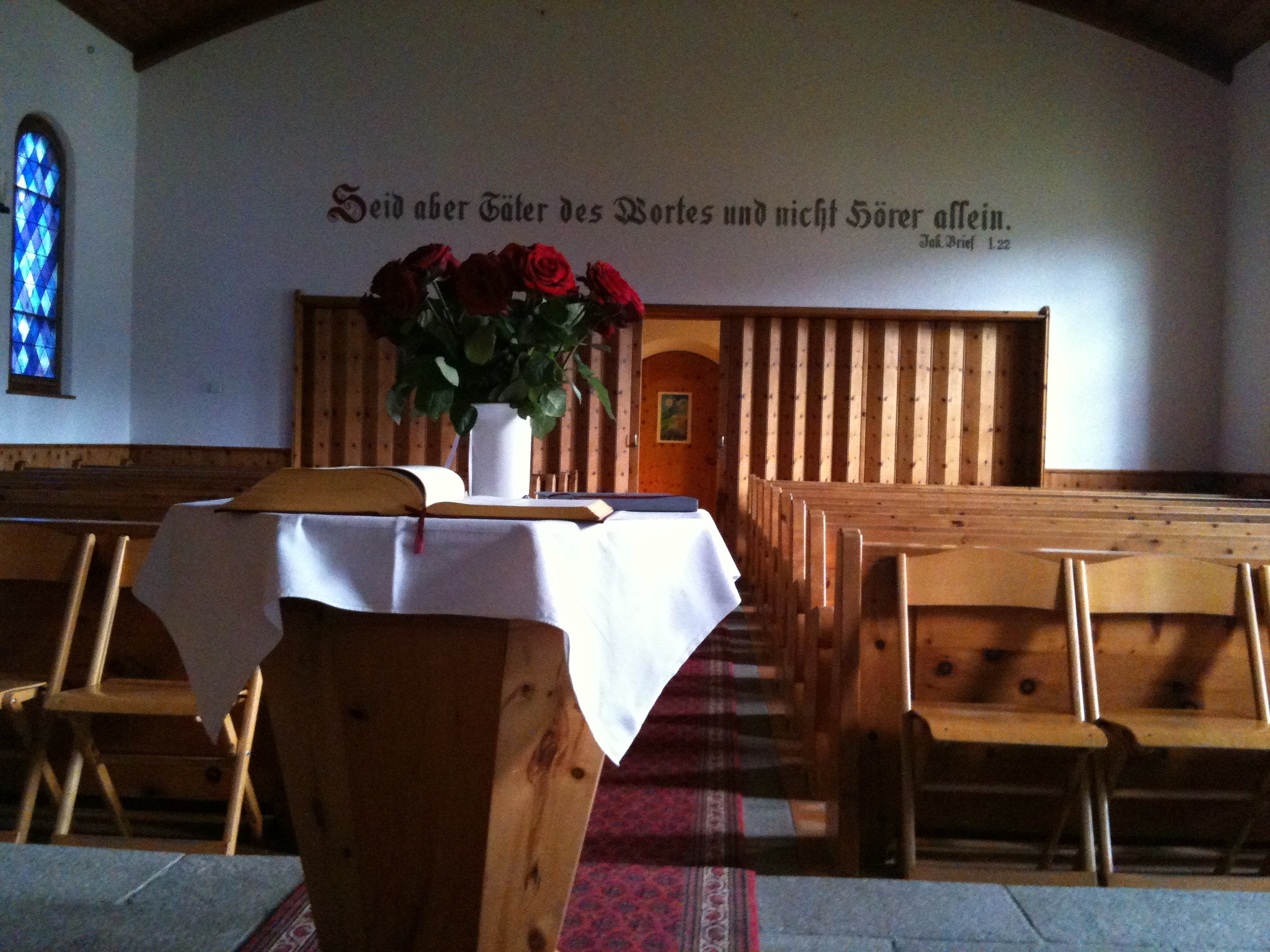
Blick über den Tauftisch in den Kirchenraum